# Porphyridiales 2
Porphyridiales 2, no sistema de classificação de Müller et al. (2001), é o nome botânico  de uma ordem de algas vermelhas   da classe Bangiophyceae.

## Táxons Gêneros
Gêneros: Stylonema, Bangiopsis, Chroodactylon, Goniotrichopsis, Rhodosorus
- Müller et al. não indicaram uma família formal para estes gêneros.

- O sistema de classificação de Saunders e Hommersand (2004) incluiu os gêneros na família Stylonemataceae, ordem Stylonematales.